# Liste der denkmalgeschützten Objekte in Großkrut
Die Liste der denkmalgeschützten Objekte in Großkrut enthält die 15 denkmalgeschützten, unbeweglichen Objekte der Gemeinde Großkrut.

## Denkmäler
| Foto |                 | Denkmal                                                                           | Standort                                          | Beschreibung | Metadaten |
| ---- | --------------- | --------------------------------------------------------------------------------- | ------------------------------------------------- | --- | --- |
| ja   | Datei hochladen | Bildstock HERIS-ID: 24910 Objekt-ID: 21322                                        | gegenüber Althöflein 36 Standort KG: Althöflein   | Das sogenannte Edl-Kreuz ist eine Lichtsäule, die sich am Straßenrand gegenüber dem Haus Althöflein 36 erhebt. | BDA-Hist.: Q37888462 Status: § 2a Stand der BDA-Liste: 2025-06-30 Name: Bildstock GstNr.: 1785/1 Bildstock Ost in Althöflein (Gemeinde Großkrut) |
| ja   | Datei hochladen | Bildstock HERIS-ID: 24911 Objekt-ID: 21323                                        | gegenüber Althöflein 68 Standort KG: Althöflein   | In der Mitte des Ortes steht ein Quaderpfeiler mit gekehlten und abgefasten Kanten sowie einem Nischenaufsatz mit Rundstabrahmung und Sterngewölbe. | BDA-Hist.: Q37888476 Status: § 2a Stand der BDA-Liste: 2025-06-30 Name: Bildstock GstNr.: 166/1 Bildstock Mitte in Althöflein (Gemeinde Großkrut) |
| ja   | Datei hochladen | Hausberg Kapellenberg HERIS-ID: 5465 Objekt-ID: 1335                              | am Kapellenberg Standort KG: Althöflein           | Der mittelalterliche Hausberg, urkundlich erstmals 1196 erwähnt, ist von zwei Ringwällen umgeben. | BDA-Hist.: Q37833788 Status: Bescheid Stand der BDA-Liste: 2025-06-30 Name: Hausberg Kapellenberg GstNr.: 1142/1, 1785/1, 1785/57, 1785/58, 1785/59, 1785/60, 1785/61, 1785/62, 1785/63, 1785/64, 1785/65, 1785/66, 1785/67, 1785/681785/57, 1785/58, 1785/59, 1785/60, 1785/61, 1785/62, 1785/63, 1785/64, 1785/65, 1785/66, 1785/67, 1785/68, 2266, 2267 Motte Althöflein |
| ja   | Datei hochladen | Ortskapelle hl. Georg HERIS-ID: 24909 Objekt-ID: 21321                            | westlich Althöflein 88 Standort KG: Althöflein    | Die im Kern romanische Kapelle im Südwesten der Hausberganlage wurde im 14. Jahrhundert frühgotisch umgebaut. Das Altarbild Heiliger Georg ist ein Werk des Malers Leopold Schulz aus dem Jahr 1857. Hermann Bauch schuf 1984 ein Glasfenster mit Ornamenten. | BDA-Hist.: Q37888438 Status: § 2a Stand der BDA-Liste: 2025-06-30 Name: Ortskapelle hl. Georg GstNr.: 39 Kapelle Althöflein |
| ja   | Datei hochladen | Dreifaltigkeitskapelle HERIS-ID: 26256 Objekt-ID: 22726                           | in der Ortsmitte Standort KG: Ginzersdorf         | Die Kapelle wurde in der zweiten Hälfte des 18. Jahrhunderts erbaut. | BDA-Hist.: Q37900686 Status: § 2a Stand der BDA-Liste: 2025-06-30 Name: Dreifaltigkeitskapelle GstNr.: 2755/1 |
| ja   | Datei hochladen | Kath. Filialkirche hl. Elisabeth mit Friedhof HERIS-ID: 26255 Objekt-ID: 22725    | gegenüber Ginzersdorf 89 Standort KG: Ginzersdorf | Das Langhaus der gotischen Kirche wurde in der zweiten Hälfte des 18. Jahrhunderts barock erneuert. Die Kirche ist von einem ummauerten Friedhof umgeben. | BDA-Hist.: Q37900672 Status: § 2a Stand der BDA-Liste: 2025-06-30 Name: Kath. Filialkirche hl. Elisabeth mit Friedhof GstNr.: 1 Saint Elisabeth Church (Ginzersdorf) |
| ja   | Datei hochladen | Sog. Pestsäule HERIS-ID: 26257 Objekt-ID: 22727                                   | gegenüber Ginzersdorf 89 Standort KG: Ginzersdorf | Die Pestsäule stammt aus dem 16. Jahrhundert. | BDA-Hist.: Q37900704 Status: § 2a Stand der BDA-Liste: 2025-06-30 Name: Sog. Pestsäule GstNr.: 2753 Pestsäule Ginzersdorf (Großkrut) |
| ja   | Datei hochladen | Waldkapelle zur Schmerzhafen Mutter Gottes HERIS-ID: 85999 Objekt-ID: 100265      | Standort KG: Ginzersdorf                          | Nördlich des Ortes steht eine neue Wegkapelle, die eine Pietà-Gruppe aus der Zeit um 1800 beherbergt. | BDA-Hist.: Q37714470 Status: § 2a Stand der BDA-Liste: 2025-06-30 Name: Waldkapelle zur Schmerzhafen Mutter Gottes GstNr.: 2983 Waldkapelle Ginzersdorf |
| ja   | Datei hochladen | Aloisiuskapelle HERIS-ID: 58995 Objekt-ID: 69917                                  | Großkrut Standort KG: Großkrut                    | Im auch als Lebäckerkapelle bezeichneten Bauwerk befindet sich eine Aloisius-Statue aus dem 19. Jahrhundert. | BDA-Hist.: Q38085555 Status: § 2a Stand der BDA-Liste: 2025-06-30 Name: Aloisiuskapelle GstNr.: 6649 |
| ja   | Datei hochladen | Ehem. Pfarrhof HERIS-ID: 26261 Objekt-ID: 22732                                   | Schulstraße 6 Standort KG: Großkrut               | Der ehemalige Pfarrhof stammt im Kern aus dem 16. Jahrhundert und wurde im 17. Jahrhundert ausgebaut. | BDA-Hist.: Q37900779 Status: § 2a Stand der BDA-Liste: 2025-06-30 Name: Ehem. Pfarrhof GstNr.: 617/1 Pfarrhof Großkrut |
| ja   | Datei hochladen | Kath. Pfarrkirche hl. Stephan mit ehem. Friedhof HERIS-ID: 26258 Objekt-ID: 22728 | bei Stephansplatz 1 Standort KG: Großkrut         | Die Pfarre wurde 1055 als Urpfarre für das nordöstliche Weinviertel gegründet. Die Kirche ist im Kern romanisch. In der ersten Hälfte des 13. Jahrhunderts wurden das nördliche Seitenschiff angebaut und das Langhaus erhöht. 1486 erfolgte ein Umbau zu einer spätgotischen Staffelkirche und der Bau des südlichen Seitenschiffs. Die als Marien- oder Warndorferkapelle bezeichnete Seitenkapelle stammt aus dem letzten Drittel des 13. Jahrhunderts, der Turm aus dem Jahr 1497. Die Ausstattung der Pfarrkirche ist barock. | BDA-Hist.: Q37900718 Status: § 2a Stand der BDA-Liste: 2025-06-30 Name: Kath. Pfarrkirche hl. Stephan mit ehem. Friedhof GstNr.: 1 Pfarrkirche Großkrut |
| ja   | Datei hochladen | Kapelle, sog. Totenhäusl HERIS-ID: 26259 Objekt-ID: 22730                         | bei Wiener Straße 2 Standort KG: Großkrut         | Die Kapelle am ehemaligen Friedhof, bei der es sich möglicherweise ursprünglich um einen Karner handelte, weist am Sockel gotisches Bruchsteinmauerwerk auf. | BDA-Hist.: Q37900750 Status: § 2a Stand der BDA-Liste: 2025-06-30 Name: Kapelle, sog. Totenhäusl GstNr.: 1 Großkrut Kapelle |
| ja   | Datei hochladen | Figur hl. Johannes Nepomuk HERIS-ID: 26260 Objekt-ID: 22731                       | bei der Kirche Standort KG: Großkrut              | Laut Inschrift wurde diese Figur 1740 errichtet. | BDA-Hist.: Q37900767 Status: § 2a Stand der BDA-Liste: 2025-06-30 Name: Figur hl. Johannes Nepomuk GstNr.: 5847/1 Statue of John of Nepomuk, Großkrut |
| ja   | Datei hochladen | Dreifaltigkeitssäule HERIS-ID: 26263 Objekt-ID: 22734                             | vor Hauptplatz 14 Standort KG: Großkrut           | Diese Dreifaltigkeitssäule wurde 1887 errichtet. | BDA-Hist.: Q37900792 Status: § 2a Stand der BDA-Liste: 2025-06-30 Name: Dreifaltigkeitssäule GstNr.: 5847/1 Großkrut Dreifaltigkeitssäule |
| ja   | Datei hochladen | Gerichtssäule, Galgen HERIS-ID: 26264 Objekt-ID: 22735                            | Standort KG: Großkrut                             | Die etwa sieben Meter hohe Gerichtssäule nordöstlich von Großkrut ist aus Ziegeln gemauert und durch ein Zigelsatteldach gedeckt. Sie wurde um 1600 errichtet und ist der einzige derartige Galgen, der aus dieser Zeit im Weinviertel erhalten ist. An der Südseite ist die Öffnung für das Querholz zu sehen, welches die Säule einst mit einer zweiten verband, die auf alten Zeichnungen noch zu sehen ist. Die letzte Hinrichtung fand am 8. November 1743 statt.                                                             | BDA-Hist.: Q37900807 Status: § 2a Stand der BDA-Liste: 2025-06-30 Name: Gerichtssäule, Galgen GstNr.: 7032/1 Großkrut Galgen |